# Alexander Reidinger
Alexander Reidinger (* 5. Juni 1954 in Wien) ist ein österreichischer Rechtswissenschaftler.

## Leben
Von 1973 bis 1978 absolvierte er ein Doppelstudium Versicherungsmathematik an der TU Wien (Diplom 1977) und Jus (Promotion 1978) an der Rechtswissenschaftlichen Fakultät der Universität Wien. Nach der Habilitation 2003 lehrte er als außerordentlicher Universitätsprofessor am Institut für Zivilrecht der Universität Wien.
Seine Forschungsschwerpunkte sind Schuld- und Sachenrecht insbesondere 3-Personale Schuldverhältnisse (Garantie, Drittfinanzierung) und Vermietung zu Exekutionsvereitelung.

## Schriften (Auswahl)
- Rechtsprobleme der Garantieabrede. Wien 1987, ISBN 3-214-06559-9.
- mit Helmut Ofner: Internationales Privatrecht. Ergänzungsband zu den Teilen II und III des Bürgerlichen Rechts. Wien 2002, ISBN 3-85114-676-X.
- Bürgerliches Recht. Teil 1. Allgemeiner Teil (AT), Sachenrecht (SaR). Nach dem Repetitorium aus Bürgerlichem Recht. Wien 2016, ISBN 3-7089-1437-6.
- Gesammelte Prüfungsfälle Bürgerliches Recht. Originalklausuren. Wien 2018, ISBN 3-214-06841-5.